# 延河
延河是黄河一级支流，发源于陕西省靖边县天赐湾白于山东面之高峁山东南麓，流经延安市安塞、宝塔、延长三县区，全长287公里，境内流域面积7321平方公里，年平均径流总量，2.93亿立米，平均比降3.26‰，总落差860米，水力蕴藏量5.580万千瓦。多年平均输沙量为7160万吨。

## 河道
河源至化子坪为上游，长61.7km，河谷主“V”字型；化子坪至甘谷驿为中游，长114.8km,河谷呈“U”字型；甘谷驿至河口为下游，长110.4km，深切基岩达30至50米。

## 洪水
主要水量来自北部山区。常流量0.5至1.5立方米/秒。洪峰流量100至2000立方米/秒。1977年7月6日创历史实测最大洪峰流量高达9000立方米/秒，为200年一遇。洪水中含沙量300至675公斤/立方米。